# Matigramma perigeana
Matigramma perigeana är en fjärilsart som beskrevs av George Francis Hampson 1913. Matigramma perigeana ingår i släktet Matigramma och familjen nattflyn. Inga underarter finns listade i Catalogue of Life.